# Pertuis d'Antioche
El pertuis d'Antioche (original en francés) es un `pertuis —estrecho  entre una isla y el continente o entre dos islas— estrecho marino de la costa atlántica del oeste de Francia, situado entre dos islas, la isla de Ré y la isla de Oléron y la costa continental, entre las ciudades de La Rochelle y el arsenal naval de Rochefort. El Pertuis d'Antioche, debe su nombre a la similitud del contorno de sus costas con la de la parte nororiental del mar Mediterráneo, el área entre Chipre, Siria y Turquía, que alberga la famosa antigua ciudad de Antioquía en su centro.
Pertuis d'Antioche está bordeado por una costa de piedra caliza que data del Cretácico, momento en el que se hundió bajo el agua. El clima es oceánico. Aunque esta en la misma latitud que Montreal, en Canadá o que las islas Kuriles, en Rusia, la zona es bastante cálida durante todo el año, debido a la influencia de las aguas de la corriente del Golfo, y el número de días de sol al año es muy elevado, a la par con la Riviera francesa en la costa mediterránea de Francia.